# カスター郡 (ネブラスカ州)
座標: 北緯41度23分 西経99度44分 / 北緯41.39度 西経99.73度
カスター郡（英: Custer County）は、アメリカ合衆国のネブラスカ州にある郡。2000年時点での人口11,793人で、郡庁所在地はブロークン・ボウ (Broken Bow)。
ネブラスカ州のナンバープレートでは、カスター郡の車両は最初の数字が4になっている。これは1922年にナンバープレートの制度を確立した際、カスター郡の車両登録数が州で4番目に多かったからである。

## 歴史
カスター郡は1877年に組織された。郡の名はリトルビッグホーンの戦いで戦死したジョージ・アームストロング・カスター陸軍中佐にちなんで名づけられた。

## 地理
アメリカ合衆国国勢調査局によると、この郡は総面積6,672 km2 (2,576 mi2) である。このうち6,671 km2 (2,576 mi2)が陸地で、1 km2 (0 mi2) が海や湖などの水地域である。総面積のうち0.01%が水地域となっている。カスター郡はネブラスカ州で2番目に大きな郡で、ただひとつチェリー郡がカスター郡より大きい。

### 隣接する郡
- ループ郡（北東）
- バレー郡（北東）
- シャーマン郡（南東）
- バッファロー郡（南東）
- ドーソン郡（南）
- リンカーン郡（南西）
- ローガン郡（北西）
- ブレイン郡（北西）

## 人口動静

2000年の時点での郡の人口ピラミッド

2000年の国勢調査によると、カスター郡には11,793人、4,826世帯、及び3,320家族が暮らしている。人口密度は2/km2 (5/mi2) で、1/km2 (2/mi2) の平均的な密度に5,585軒の住居が建っている。この郡の人種の構成は白人98.63%、黒人（アフリカ系アメリカ人）0.07%、先住民0.41%、アジア系0.15%、太平洋諸島系はおらず、その他の人種0.20%、及び混血0.55%で、0.92%の人々がヒスパニックまたはラテン系である。郡民のうち37.3%がドイツ系、11.9%がイングランド系、10.6%がアイルランド系、8.9%がアメリカ系の移民の子孫である。
カスター郡に住む4,826世帯のうち、30.30%は18歳未満の子どもと暮らしており、60.90%は夫婦で生活している。5.40%は未婚の女性が世帯主であり、31.20%は家族以外の住人と同居している。28.90%は独居で、全世帯の15.00%は65歳以上の独居老人世帯である。1世帯あたりの平均人数は2.39人であり、家庭の場合は2.95人である。
郡の住民は26.30%が18歳未満の子どもで、18歳以上24歳以下が5.50%、25歳以上44歳以下が23.50%、45歳以上64歳以下が23.70%、および65歳以上が21.10%となっている。平均年齢は41歳である。女性100人ごとに対して男性は96.10人いて、18歳以上の女性100人ごとに対して男性は91.70人いる。
郡の世帯ごとの平均収入は30,677米ドルで、家族ごとでは37,063米ドルである。男性の24,609米ドルに対して女性は19,732米ドルの平均的な収入がある。この郡の一人当たりの収入 (per capita income) は16,171米ドルである。総人口の12.40%、家族の9.10%は貧困線以下である。18歳未満の子どもの16.20%及び65歳以上の9.10%は貧困線以下の生活を送っている。

## コミュニティ

### 都市
- ブロークン・ボウ (en:Broken Bow, Nebraska)
- サージェント (en:Sargent, Nebraska)

### 村
- アンセルモ (en:Anselmo, Nebraska)
- アンスリー (en:Ansley, Nebraska)
- アーノルド (en:Arnold, Nebraska)
- バーウィン (en:Berwyn, Nebraska)
- キャラウェイ (en:Callaway, Nebraska)
- カムストック (en:Comstock, Nebraska)
- メイソン・シティ (en:Mason City, Nebraska)
- メルナ (en:Merna, Nebraska)
- オコント (en:Oconto, Nebraska)

### その他コミュニティ
- エトナ (en:Etna, Nebraska)
- ウェスターヴィル (en:Westerville, Nebraska)

## 郡区
- アルガーノン（英語版 メイソン・シティ村がある）
- アンスリー（英語版 アンスリー村がある）
- アーノルド（英語版 アーノルド村がある）
- バーウィン（英語版 バーウィン村がある）
- ブロークン・ボウ（英語版 ブロークン・ボウ市が囲まれているが郡区に属してはいない）
- クリフ（英語版）
- カムストック（英語版 カムストック村がある）
- コーナー（英語版）
- カスター（英語版）
- ディライト（英語版 キャラウェイ村がある）
- ダグラス・グローブ（英語版）
- エリム（英語版）
- エルク・クリーク（英語版）
- ガーフィールド（英語版）
- グラント（英語版）
- ヘイズ（英語版）
- キルフォイル（英語版 メルナ村がある）
- リリアン（英語版）
- ループ（英語版）
- ミルバーン（英語版）
- マートル（英語版）
- ライノ（英語版）
- サージェント（英語版 サージェント市がある）
- スプリング・クリーク（英語版）
- トライアンフ（英語版）
- ヴィクトリア（英語版 アンセルモ村がある）
- ウェイン（英語版）
- ウェスターヴィル（英語版）
- ウエスト・ユニオン（英語版）
- ウッド・リバー（英語版 オコント村がある）